# Privilegium de non tolerandis Judaeis

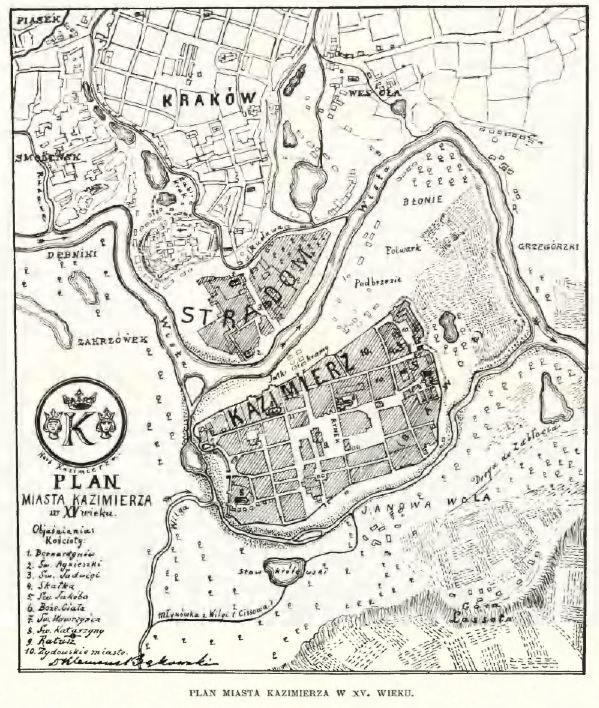
Plan podkrakowskiego miasta Kazimierz z dzielnicą żydowską objętą de non tolerandis Christianis, oraz częścią Krakowa objętą przeciwstawnym przywilejem (XV wiek)

Privilegium de non tolerandis Judaeis (łac. przywilej nieakceptowania Żydów) – przywilej nadawany od XVI do końca XVIII wieku niektórym miastom królewskim, zakazujący Żydom zamieszkania w takim mieście i posiadania w nim nieruchomości, oraz zabraniający im wstępu do miasta z wyjątkiem określonych dni – najczęściej targów i jarmarków. Od XVI wieku przywilej ten nadawali władcy Rzeczypospolitej i niektórych innych krajów europejskich, m.in. Austrii. Dla niektórych dzielnic żydowskich w Polsce i na Litwie wydawano analogiczny privilegium de non tolerandis Christianis. Oba przywileje ustanawiane były jedynie dla miast królewskich; w miastach prywatnych Żydzi posiadali pełną swobodę gospodarczą.

## Przywileje

### De non tolerandis Judaeis
Zakaz nie obejmował serwitorów królewskich oraz posiadających oddzielne przywileje wielkich bankierów, lekarzy etc., a także posiadłości miejskich szlachty, tzw. jurydyk i rezydencji magnackich (zarówno świeckich, jak i duchownych).
Przywilej taki teoretycznie powinien skutkować wysiedleniem i usunięciem mieszkających w mieście Żydów poza mury miejskie, a wynikał najczęściej z dążenia chrześcijańskich mieszczan (głównie średniozamożnych rzemieślników i handlarzy) do wyeliminowania swoich żydowskich konkurentów. W praktyce był notorycznie łamany, np. przez wynajmowanie Żydom lokali na użytek mieszkań, kantorów i sklepów, a miasta posiadające ten przywilej posiadały mieszkańców żydowskich, mieszkających tuż za murami lub w obrębie ww. jurydyk – np. w jednej z nich w Wilnie założono gminę i wybudowano drewnianą bożnicę, a od 1633 roku Wielką Synagogę. Dokument miał niekiedy charakter klauzuli w statucie miejskim, a patrycjat miejski – często korzystający z żydowskich usług bankowych i prowadzący z nimi interesy, wielokrotne jego odwołania i przywrócenia wykorzystywał jako formę nacisku przy wyznaczaniu opłat za pobyt w mieście.
Podobne dokumenty w pewnym okresie swojej historii zatwierdziły m.in. Gdańsk (do 1620 r.), Warszawa, Kraków, Lublin, Radom i Biała (od XIV wieku w całym lennie mazowieckim oraz uzyskanych w wojnie trzynastoletniej Prusach Królewskich obowiązywał zakaz osiedlania się Żydów). W XVI wieku na ogólną liczbę ponad 1300 miast wydano kilkadziesiąt przywilejów, ale już w Królestwie Kongresowym, w roku 1820, na 452 polskie osiedla posiadające prawa miejskie, przywilej taki posiadało 90 miast (ok. 20%).

### De non tolerandis Christianis
Dzielnice żydowskie w miastach królewskich Rzeczypospolitej Obojga Narodów uzyskiwały przeciwstawne przywileje – De non tolerandis Christianis (łac. [przywilej] nieakceptowania chrześcijan). Akt taki uzyskało kilka kahałów na terenie Królestwa Polskiego, znacznie częstszy był on na obszarze Litwy. Zygmunt II August wydał w 1568 roku przywilej zakazujący zamieszkania chrześcijanom dla dzielnicy żydowskiej na podkrakowskim Kazimierzu i dla żydowskiej dzielnicy w Lublinie. W 1633 roku uzyskała go poznańska dzielnica żydowska. Od 1645 roku przywilej taki posiadały wszystkie gminy żydowskie w granicach Wielkiego Księstwa Litewskiego w liczbie co najmniej 28.

## Skutki

### Oppidum Judaeorum
Skutkiem prób wyparcia ludności żydowskiej z handlu i usług przez chrześcijańskie mieszczaństwo było powstanie w początku XVII wieku miast żydowskich zwanych z łac. Oppidum Judaeorum, o liczebności zazwyczaj od kilkudziesięciu do kilkuset mieszkańców. Powstawały zarówno na przedmieściach jak i w oddaleniu do kilkunastu kilometrów od miast. Ich mieszkańcy na co dzień handlowali i pracowali u siebie, a w wyznaczone dni handlowe mogli udać się do pobliskiego dużego miasta. Np. Żydzi z Kazimierza handlowali w Krakowie, z Przytyka – w Radomiu, ze Swarzędza – w Poznaniu, z Rozprzy – w Piotrkowie, ze Starych Szkot, Wrzeszcza, Chmielnik i Winnicy – w Gdańsku. Podobne duże skupiska żydowskie pojawiły się w Opatowie, Samborze, Drohobyczu, Śniatyniu oraz na przedmieściach Jaworowa, Rzeszowa i Jarosławia.

### Migracje i demografia
Kolejnym skutkiem była gwałtowna migracja żydowska na ziemie ruskie Rzeczypospolitej – latyfundia intensywnie zasiedlane przez polsko-rusko-litewską magnaterię oraz do ich miast prywatnych (np. Brody, Dubno, Krotoszyn, Leszno, Międzyboż, Ostróg, Pińczów, Zasław, Zamość czy Żółkiew). Miast takich było dwukrotnie więcej niż królewskich, i w ich granicach nic nie ograniczało przedsiębiorczości Żydów, którzy mogli uczestniczyć we wszystkich dziedzinach życia gospodarczego danego rejonu. Już wkrótce po przybyciu Żydzi zaczynali dominować wśród mniejszości religijnych i etnicznych (np. Ormian, Włochów, Niemców, Szkotów), a wykupując na zlecenie możnowładców ziemię z rąk szlachty, wydatnie pomagali w przekształcaniu republiki w oligarchię. Podczas gdy w prywatnych majątkach województw wschodnich liczebność Żydów ocenia się na 200–500 tys. (gdzie ta pierwsza liczba wydaje się bardziej prawdopodobna) w roku 1648, to w miastach i posiadłościach państwowych gwałtownie się zmniejszała. Od ok. 25–30 tys. ludzi w początkach wieku XVI, do 13 tys. w roku 1579, a w latach 1613–1630 zaledwie 3000 osób w całej Rzeczypospolitej Obojga Narodów.